# Animal supérieur
Le terme animal supérieur est un terme non scientifique qui suppose une hiérarchie entre les animaux. L'expression « animaux supérieurs » se rapporte le plus souvent aux Mammifères, notamment en médecine, le fonctionnement du corps humain étant semblable à celui des Mammifères,,,. Le terme d'« animal supérieur » peut être utilisé par opposition à une bactérie, ou à un être unicellulaire. José Ortega y Gasset (1942) établit une hiérarchie entre les animaux chasseurs et les animaux chassés.